# 程利川
程利川（?—?），字曙舫，浙江省寧波府鎮海縣人，清朝政治人物、進士出身。

## 生平
光緒十八年（1892年），参加光緒壬辰科殿試，登進士二甲52名。同年五月，以主事分部学习。